# (8937) Gassan
(8937) Gassan est un astéroïde de la ceinture principale.

## Description
(8937) Gassan est un astéroïde de la ceinture principale. Il fut découvert le 13 janvier 1997 à Nanyo par Tomimaru Okuni. Il présente une orbite caractérisée par un demi-grand axe de 2,29 UA, une excentricité de 0,16 et une inclinaison de 3,2° par rapport à l'écliptique.

## Compléments